# Liste des évêques de Sant'Angelo dei Lombardi
Le diocèse de Sant’Angelo dei Lombardi est un diocèse italien en  Campanie avec siège à Sant’Angelo dei Lombardi. Le diocèse est fonde au  XIIe siècle. En 1513 le diocèse de Sant'Angelo dei Lombardi est uni avec le diocèse de Bisaccia aeque principaliter dans le diocèse de Sant'Angelo dei Lombardi et Bisaccia.  En 1921 le diocèse est uni aeque principaliter avec l' archidiocèse de Conza dans l'archidiocèse de  Conza, Sant'Angelo dei Lombardi et Bisaccia avec siège à Sant'Angelo dei Lombardi.

## Évêques de Sant’Angelo dei Lombardi
- R. (1080–1085)
- Pietro Paolo Tarantino (1131)
- Roberto Ettorre (1154)
- Jean d'Albano (1174–1182)
- Jean II (1246–1254)
- Buonfiglio (1295–1303)
- Laurent (- 1346)
- Pietro dell'Aquila (1347-1348)
- Roberto Estore (1348-1359)
- Pietro Fabri d'Armoniaco (1359–1361)
- Jacques (1361 -1375)
- Alexandre (1398)
- Pierre (1398-1413)
- Antonio Maffei (1413–1426)
- Guillaume (1426–1427)
- Pietro de Agello (1427 -1447)
- Pessulo da Sorrento (1447- 1468)
- Jacques (1468 -1477)
- Michele Cecere (1477- 1485)
- Odoardo Ferro (1485- 1491)
- Biagio de Loca (1492- 1502)
- Rinaldo de Cancellariis (1502-1517)

## Évêques de   Sant’Angelo dei Lombardi et Bisaccia
- Nicola Volpe (1517-)
- Rinaldo de Cancellariis (-1542)
- Valerio de Cancellariis (1542- 1574)
- Pietrantonio Vicedomini (1574 - 1580)
- Giovanni Battista de Petralata (1580 -1585)
- Antonello Folgore (1585 - 1590)
- Flaminio Turricella (1591 bis 1600)
- Gaspare Paluzio Albertone (1601- 1614)
- Pedro Ginés Casanova (1610-1635)
- Francesco Diotallevi (1614 -1622)
- Ercole Rangone (1622-1645)
- Gregorio Coppino (1645 -1645)
- Alessandro Salzilla (1646 -1646)
- Ignazio Ciante (1647-1661)
- Tommaso de Rosa (1662-1679)
- Giovanni Battista Pepita (1680 - 1685)
- Giuseppe Mastellone (1685-1721)
- Giuseppe Galliani (1721-1727)
- Angelo Maria Nappi (1727-1734)
- Antonio Malerba (1735 -1761)
- Domenico Volpe (1762-1783)
- Carlo Nicodemo (1792 -1808)
- Bartolomeo Goglia (1818 -1840)
- Ferdinando Girardi (1842-1846)
- Giuseppe Gennaro Romano (1846-1854)
- Giuseppe Maria Fanelli (1854 -1891)
- Nicola Lo russo (1891 - 1897)
- Giulio Tommasi (1897 -1921)